# As We May Think
As We May Think (letteralmente "Come potremmo pensare") è un articolo scritto nel luglio 1945 da Vannevar Bush per la rivista The Atlantic Monthly che introdusse un nuovo modo di concepire i sistemi informativi avviando la riflessione sullo sviluppo dei sistemi ipertestuali. Il titolo è un riferimento al noto filosofo e pedagogista John Dewey, autore di How We Think ("Come pensiamo") nel 1910.

## Descrizione
Vannevar Bush, allora direttore dell'Office of Scientific Research and Development ("Ufficio per la ricerca e lo sviluppo in ambito scientifico"), l'organismo che controlla il Progetto Manhattan, sottolineava come l'unità di intenti degli scienziati alleati nella seconda guerra mondiale dovesse essere protratta anche in tempo di pace. L'ostacolo principale era per Bush il moltiplicarsi delle ricerche, che contrastava con il fatto che le materie di studio si facevano sempre più specialistiche mettendo a rischio l'interdisciplinarità e il dialogo fra gli scienziati.
Come soluzione tecnica al problema, Bush propose di creare una macchina ipertestuale, il Memex, una sorta di scrivania elettromeccanica dotata di un archivio in microfilm che fungeva da arcaica memoria di massa e permetteva di immagazzinare pagine di libri e documenti e, conseguentemente, di riprodurli ed associarli gli uni agli altri.
Sebbene qualcosa di simile al memex non poté essere realizzato prima dell'avvento della miniaturizzazione elettronica, l'articolo di Bush ebbe un'importanza capitale nello sviluppo dell'informatica e dell'ipertesto. L'influenza di questo articolo è evidente nell'operato di Douglas Engelbart che, leggendo l'articolo al ritorno dalla guerra dove operò come tecnico radar, sviluppò l'oN Line System basandosi proprio sulle idee espresse da Bush.